# Classicisme dépouillé
 (mars 2024).
La mise en forme du texte ne suit pas les recommandations de Wikipédia : il faut le « wikifier ».
Les points d'amélioration suivants sont les cas les plus fréquents. Le détail des points à revoir est peut-être précisé sur la page de discussion.
- Les titres sont pré-formatés par le logiciel. Ils ne sont ni en capitales, ni en gras.
- Le texte ne doit pas être écrit en capitales (les noms de famille non plus), ni en gras, ni en italique, ni en « petit »…
- Le gras n'est utilisé que pour surligner le titre de l'article dans l'introduction, une seule fois.
- L'italique est rarement utilisé : mots en langue étrangère, titres d'œuvres, noms de bateaux, etc.
- Les citations ne sont pas en italique mais en corps de texte normal. Elles sont entourées par des guillemets français : « et ».
- Les listes à puces sont à éviter, des paragraphes rédigés étant largement préférés. Les tableaux sont à réserver à la présentation de données structurées (résultats, etc.).
- Les appels de note de bas de page (petits chiffres en exposant, introduits par l'outil «  Source ») sont à placer entre la fin de phrase et le point final[comme ça].
- Les liens internes (vers d'autres articles de Wikipédia) sont à choisir avec parcimonie. Créez des liens vers des articles approfondissant le sujet. Les termes génériques sans rapport avec le sujet sont à éviter, ainsi que les répétitions de liens vers un même terme.
- Les liens externes sont à placer uniquement dans une section « Liens externes », à la fin de l'article. Ces liens sont à choisir avec parcimonie suivant les règles définies. Si un lien sert de source à l'article, son insertion dans le texte est à faire par les notes de bas de page.
- La présentation des références doit suivre les conventions bibliographiques. Il est recommandé d'utiliser les modèles {{Ouvrage}}, {{Chapitre}}, {{Article}}, {{Lien web}} et/ou {{Bibliographie}}. Le mode d'édition visuel peut mettre en forme automatiquement les références.
- Insérer une infobox (cadre d'informations à droite) n'est pas obligatoire pour parachever la mise en page.

Pour une aide détaillée, merci de consulter Aide:Wikification.
Si vous pensez que ces points ont été résolus, vous pouvez retirer ce bandeau et améliorer la mise en forme d'un autre article.

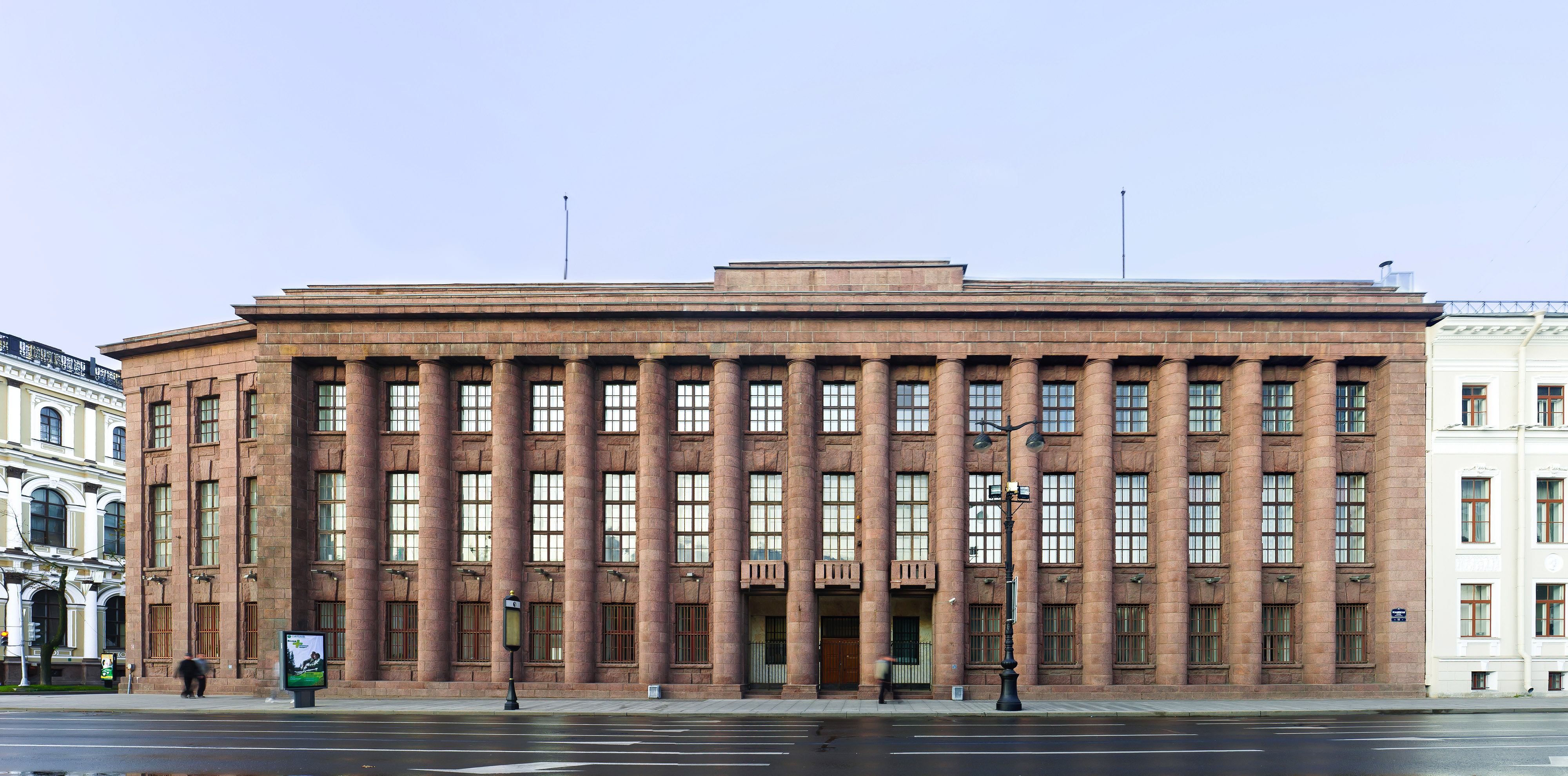
L' ambassade impériale allemande (conçue en 1911-1912) sur la place Saint-Isaac à Saint-Pétersbourg est considérée comme le modèle clé du classicisme dépouillé. Il a été encore plus dépouillé lorsque les grandes statues initialement placées sur le socle du toit ont été retirées pendant la Première Guerre mondiale.

Le classicisme dépouillé (en anglais : stripped classicism) est principalement un style architectural classique du XXe siècle, dépouillé de la plupart des ornements, fréquemment employé par les gouvernements pour leurs bâtiments officiels. Il est présent à la fois dans des régimes totalitaires et démocratiques. Le style adopte un classicisme « simplifié mais reconnaissable » dans son ensemble et sa masse tout en éliminent les détails décoratifs traditionnels. Les ordres architecturaux sont seulement suggérés ou sont indirectement impliqués dans la forme et la structure.
En dépit de la similarité étymologique, le classicisme dépouillé est parfois distingué du Classicisme privé, affamé, ce dernier « montrant peu de sens des règles, des proportions, des détails et de la finesse, et manquant de toute verve et élan ». D’autres fois, les termes « dépouillé » et « affamé » sont interchangeables.
Le classicisme dépouillé a été une manifestation matérielle d’un modernisme « politique ». De récentes études historiques ont explicitement lié ce style architectural, et sa relation avec la pensée moderniste, avec les projets politiques qui submergeaient dans les années 1920 et 1930, qui ont utilisé une dextérité artistique pour articuler, dans la forme, une puissante philosophie orientée vers le futur.
D’autres auteurs ont noté le besoin de lire l’impact des mouvements d’avant-garde, à l’instar des futuristes italiens, qui ont vanté les possibilités innombrables d’un monde moderne, sur ce style unique. Cela a été popularisé par Paul Philippe Cret, entre autres, et employé par l’Allemagne nazie, l’Italie fasciste, l’URSS et les États-Unis.

## Description et histoire
Bien que le terme soit généralement réservé aux styles plus précis qui forment une partie du rationalisme architectural du XXe siècle, les caractéristiques du classicisme dépouillé sont incarnées dans les œuvres de certains architectes progressistes de la fin du XVIIIe et du début du XIXe, comme Étienne-Louis Boullée, Claude Nicolas Ledoux, Friedrich Gilly, Peter Speeth, Sir John Soane et Karl Friedrich Schinkel.
Entre les deux guerres mondiales, un classicisme épuré est devenu de facto le standard de nombreux bâtiments gouvernementaux à travers le monde. Les gouvernements ont utilisé ce style architectural pour créer un compromis entre modernisme et classicisme, une réponse politique aux monde en modernisation. Ce mouvement semble avoir des origines dans le besoin d’économiser de l’argent dans les bâtiments gouvernementaux en supprimant la dépense dans les détails classiques trop chers.  

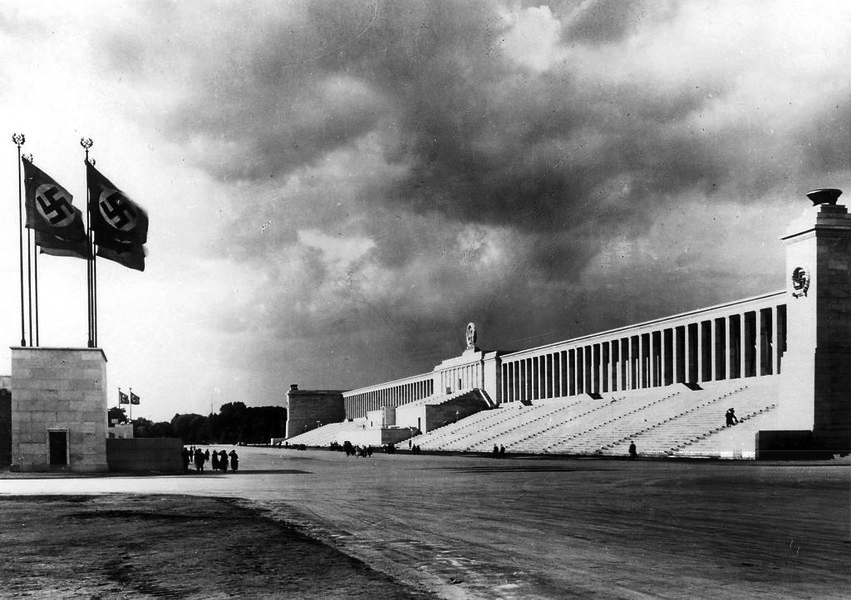
Zeppelinfeld d'Albert Speer à l'extérieur de Nuremberg, en 1934

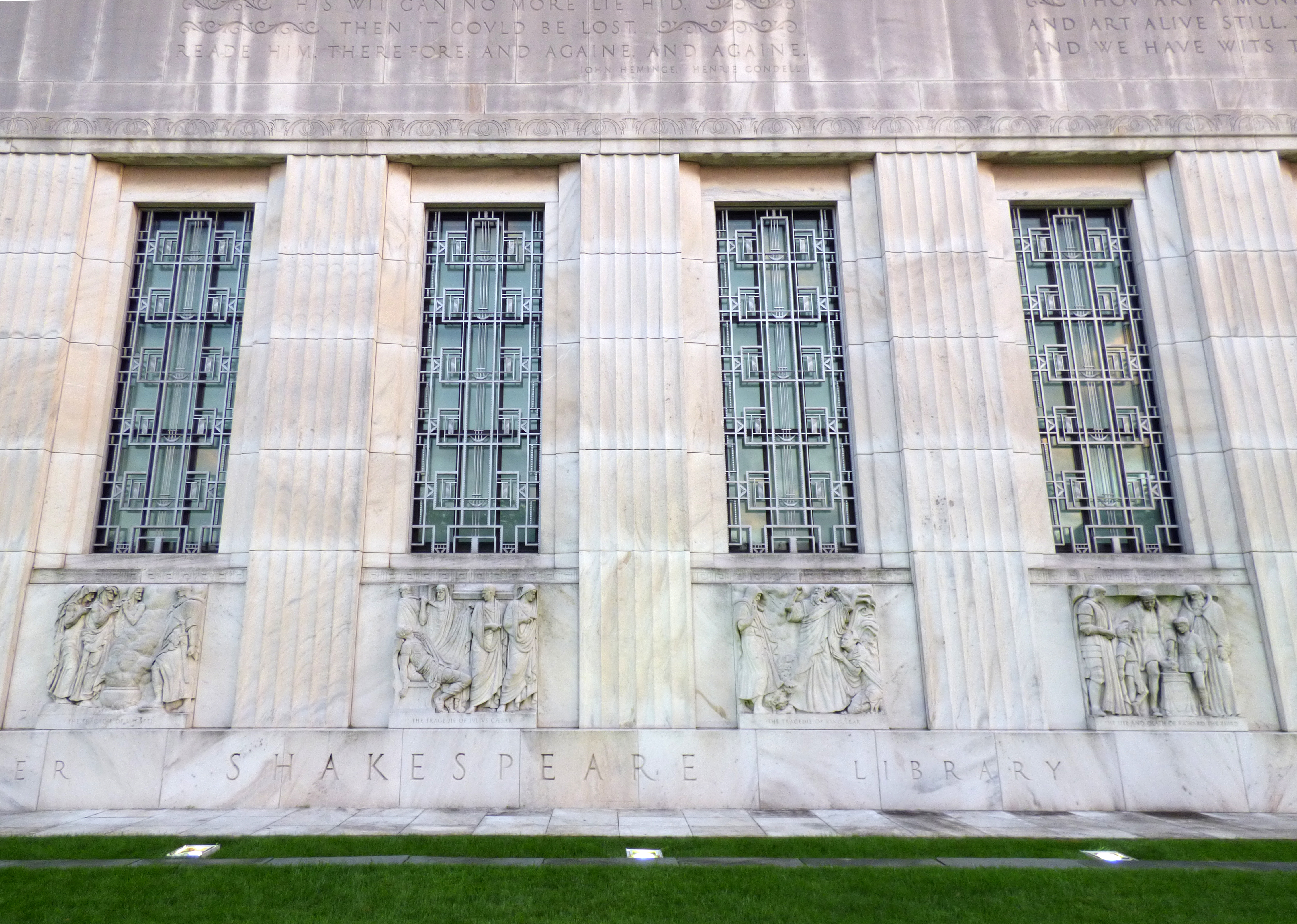
Bibliothèque Folger Shakespeare à Washington

En Europe, des exemples de l'ambassade d'Allemagne à Saint-Pétersbourg, conçue par Peter Behrens et achevée en 1912, « ont établi des modèles pour la pureté classique aspirée par les grands modernistes comme Mies van der Rohe, mais aussi pour le classicisme surdimensionné et dépouillé des architectes de Hitler, Staline et Ulbricht et peut-être des bâtiments officiels des années 1930 américains, britanniques et français". Le style trouva plus tard des adeptes dans les régimes fascistes d'Allemagne et d'Italie ainsi qu'en Union soviétique sous le régime de Staline. Le Zeppelinfeld d'Albert Speer et d'autres parties du complexe du terrain de rassemblement du parti nazi à l'extérieur de Nuremberg étaient peut-être les exemples les plus célèbres en Allemagne, utilisant des éléments classiques tels que des colonnes et des autels aux côtés de technologies modernes telles que des projecteurs . La Casa del Fascio à Côme s’est également alignée sur le mouvement. En URSS, certaines des propositions concernant le Palais des Soviétiques non construit présentaient également des caractéristiques de style. 
Parmi les architectes américains, le travail de Paul Philippe Cret illustre ce style. Son Monument américain de Château-Thierry construit en 1928 a été identifié comme un des premiers exemples. Parmi ses autres œuvres identifiées avec ce style figurent l'extérieur de la bibliothèque Folger Shakespeare de 1933 à Washington (mais pas l'intérieur de la bibliothèque Tudor Revival), l' Université du Texas de 1937 à la tour principale d'Austin, le bâtiment de la Réserve fédérale de 1937 à Washington, DC. et la tour de l'hôpital naval Bethesda de 1939,,.
Cela est parfois évident dans les bâtiments construits par la Works Projects Administration pendant la Grande Dépression, bien qu'avec un mélange d'architecture Art déco ou de ses éléments. Les styles associés ont été décrits comme PWA Moderne et Greco Deco,.
Le mouvement était très répandu et transcendait les frontières nationales. Les architectes qui ont au moins notablement expérimenté le classicisme dépouillé comprenaient John James Burnet, Giorgio Grassi, Léon Krier, Aldo Rossi, Albert Speer, Robert AM Stern et Paul Troost.
Malgré sa popularité auprès des régimes totalitaires, il a été adapté par de nombreux gouvernements démocratiques anglophones, notamment lors du New Deal aux États-Unis.  Quoi qu’il en soit, les fondements présumés « fascistes » ont entravé l’acceptation de la pensée architecturale dominante.  Rien ne prouve que les architectes qui favorisaient ce style avaient une disposition politique particulière à droite de l'échiquier politique. Néanmoins, Adolf Hitler et Benito Mussolini en étaient tous deux fans,. D’un autre côté, le classicisme dépouillé était favorisé par Joseph Staline et divers régimes communistes régionaux.
Après la défaite de l’Allemagne nazie et la fin de la Seconde Guerre mondiale, le style est tombé en disgrâce. Cependant, il a été quelque peu relancé dans les designs des années 1960. Le Lincoln Center for the Performing Arts de New York de Philip Johnson était inclus, mettant en évidence « un renouveau du style classique dépouillé ». De même, Canberra, en Australie, a vu le palais de justice du territoire de la capitale australienne (1961) et la Bibliothèque nationale d'Australie (1968) ressusciter de grands modèles classiques dépouillés.

## L'adhésion paradoxale du vieux et du nouveau
L'utilisation de la culture et du "mythe" était une caractéristique commune des programmes politiques totalitaires des années 1920 et 1930, y compris le nazisme en Allemagne et le communisme soviétique en Russie. Les incitations culturelles lancées par ces états, dans toutes leurs subtilités, évoquent les courants de la pensée moderniste.
À travers l'architecture, ils se sont efforcés d'invoquer le pouvoir de la modernité dans leurs paysages physiques (en particulier dans leurs capitales) et, simultanément, de réinventer le passé (tel que symbolisé par les traits classiques sobres du classicisme dépouillé) en saccageant ses éléments archétypaux « sains » pour inaugurer un un avenir reforgé, rajeuni, futur, ouvert et monumental.
C’est cette curieuse dichotomie entre l’ancien et le nouveau, caractéristique inexorable du classicisme dépouillé, que l’historien Roger Griffin a résumée dans son cadre conceptuel du « modernisme enraciné » (dont il discute en relation avec les bâtiments fascistes).
Le modernisme des bâtiments classiques dépouillés peut être vu à travers leurs composantes stylistiques (ouvertures muettes, murs vides et absence d'ornement) et à travers leur fonctionnalité pure. Adolf Loos, théoricien autrichien de l'architecture moderne, et son essai « Ornement et crime » peuvent être considérés comme l'un des nombreux philosophes/théoriciens/architectes qui ont préfiguré certains des éléments stylistiques du classicisme dépouillé.
Les mouvements d'avant-garde tels que le futurisme ont également préfiguré une forme de construction aussi extravagante que rationalisée, aussi multifonctionnelle qu'adaptée à l'avenir moderne aux multiples facettes en matière de voyages à grande vitesse, moyens de communication technologiquement avancés, ingénierie hydraulique, etc. "tout à temps pour la guerre la plus mécanisée de l'histoire", comme l'écrit Samuel Patterson.
Le style classique dépouillé a également été adopté par Franklin D. Roosevelt, qui aspirait à une architecture symbolisant un « nouveau départ » sous le New Dealisme (qui luttait pour atténuer les ramifications de la Grande Dépression ) et, concomitamment, par l'archétype du génie américain. Une discussion sur l'administration Roosevelt, sa réinvention du passé et ses utilisations de l'architecture dans les années 1930 peut être trouvée dans la thèse de Patterson « Problem-Solvers ».

## Exemples notables
| Nom                                                                                                | Illustration | Localisation                                    | Architecte(s)                                                                     | Année de construction | Notes |
| -------------------------------------------------------------------------------------------------- | ------------ | ----------------------------------------------- | --------------------------------------------------------------------------------- | --------------------- | --- |
| Ambassade d'Allemagne à Saint-Pétersbourg                                                          |              | Saint-Pétersbourg, Russie                       | Peter Behrens                                                                     | 1913                  | |
| Maison du parlement provisoire                                                                     |              | Canberra, Australie                             | John Smith Murdoch                                                                | 1927                  | |
| Valley Life Sciences Building à UC Berkeley                                                        |              | Berkeley (Californie), États-Unis               | George W. Kelham                                                                  | 1930                  | |
| Ministère polonais de l'Éducation                                                                  |              | Varsovie, Pologne                               | Zdzisław Mączeński                                                                | 1930                  | |
| Palais du Parlement de Finlande                                                                    |              | Helsinki, Finlande                              | J. S. Sirén                                                                       | 1931                  | Also a key example of Nordic Classicism |
| William R. Cotter Federal Building                                                                 |              | Hartford (Connecticut), États-Unis              | Malmfeldt, Adams &amp; Prentice                                                   | 1931                  | |
| Frist Center for the Visual Arts                                                                   |              | Nashville (Tennessee), États-Unis               | Marr &amp; Holman                                                                 | 1932                  | |
| Bibliothèque Folger Shakespeare                                                                    |              | Washington, États-Unis                          | Paul Philippe Cret                                                                | 1933                  | John Gregory, architectural sculpture; Brenda Putnam, statue of Puck |
| Martin Luther King Jr. Federal Building                                                            |              | Atlanta (Géorgie), États-Unis                   | A. Ten Eyck Brown                                                                 | 1933                  | |
| Édifice Eccles (Federal Reserve)                                                                   |              | Washington, États-Unis                          | Paul Philippe Cret                                                                | 1937                  | Sidney Waugh, architectural sculpture; Samuel Yellin, wrought iron; Ezra Winter, murals |
| Monnaie de San Francisco                                                                           |              | San Francisco (Californie), États-Unis          | Gilbert Stanley Underwood                                                         | 1937                  | |
| Court suprême du Tennessee                                                                         |              | Nashville (Tennessee), États-Unis               | Marr &amp; Holman                                                                 | 1937                  | |
| Palais de la Victoire                                                                              |              | Bucarest, Roumanie                              | Duiliu Marcu                                                                      | 1937                  | |
| Virginia Department of Highways Building                                                           |              | Richmond (Virginie), États-Unis                 | Carneal, Johnston & Wright                                                        | 1937                  | |
| Meštrović Pavilion                                                                                 |              | Zagreb, Croatie                                 | Ivan Meštrović                                                                    | 1938                  | |
| Capitole de l'État de l'Oregon                                                                     |              | Salem (Oregon), États-Unis                      | Francis Keally and Trowbridge &amp; Livingston                                    | 1938                  | Leo Friedlander and Ulric Ellerhusen, architectural sculpture; Frank Henry Schwarz and Barry Faulkner, murals |
| Patrick Henry Building                                                                             |              | Richmond (Virginie), États-Unis                 | Carneal, Johnston and Wright                                                      | 1938                  | |
| Palais des Nations                                                                                 |              | Genève, Suisse                                  | Carlo Broggi, Julien Flegenheimer, Camille Lefèvre, Henri-Paul Nénot, Joseph Vago | 1938                  | |
| Banovina Palace                                                                                    |              | Novi Sad, Serbie                                | Dragiša Brašovan                                                                  | 1939                  | Reliefs were done by Karlo Baranji. The reliefs showcase Peter I of Serbia, Alexander I of Yugoslavia, Radomir Putnik, Petar Bojović, Živojin Mišić, et Stepa Stepanović.                                         |
| Bâtiment du PRIZAD                                                                                 |              | Belgrade, Serbie                                | Bogdan Nestorović                                                                 | 1939                  | |
| Houston City Hall                                                                                  |              | Houston (Texas),                                | Joseph Finger                                                                     | 1939                  | |
| Bâtiment de Harry Truman (détail du département de la Guerre) du département d'État des États-Unis |              | Washington, États-Unis                          | Underwood & Foster                                                                | 1939                  | |
| Palais de Justice                                                                                  |              | Raleigh (Caroline du Nord), États-Unis          | Northrup &amp; O'Brien                                                            | 1940                  | |
| Waltham Forest Town Hall                                                                           |              | Borough londonien de Waltham Forest, Angleterre | Philip Hepworth                                                                   | 1941                  | |
| Dauphin County Courthouse                                                                          |              | Harrisburg (Pennsylvanie), États-Unis           | Lawrie and Green                                                                  | 1942                  | |
| Esposizione Universale Roma (EUR) (Colosseo Quadrato pictured)                                     |              | Rome, Italie                                    | Marcello Piacentini                                                               | 1942                  | Planned for the world's fair 1942, but unfinished due to the war. |
| Lisner Auditorium                                                                                  |              | Washington, États-Unis                          | Faulkner &amp; Kingsbury                                                          | 1943                  | |
| Bernardo O'Higgins Military School                                                                 |              | Santiago, Chili                                 | Juan Martínez Gutiérrez                                                           | 1943                  | |
| Jamuna Bhaban                                                                                      |              | Chittagong, Bangladesh                          |                                                                                   | 1952                  | Headquarters of Jamuna Oil Company |
| Anıtkabir                                                                                          |              | Ankara, Turquie                                 | Emin Halid Onat et Ahmet Orhan Arda                                               | 1953                  | Mausoleum of Mustafa Kemal Atatürk. |
| Lorenzo de Zavala State Archives and Library Building                                              |              | Austin (Texas), États-Unis                      | Adams et Adams                                                                    | 1959                  | |
| Çanakkale Martyrs' Memorial                                                                        |              | Gallipoli, Turquie                              | Feridun Kip, Doğan Erginbaş et İsmail Utkular                                     | 1960                  | War memorial for the Battle of Gallipoli |
| Bibliothèque nationale d'Australie                                                                 |              | Canberra, Australie                             | Walter Bunning, in association with T.E. O’Mahoney                                | 1968                  | "... modern derivation in the spirit of ancient Greco-Roman architecture. It is unequivocally a twentieth century building, in the architectural style that is called Late Twentieth Century Stripped Classical". |